# VERA

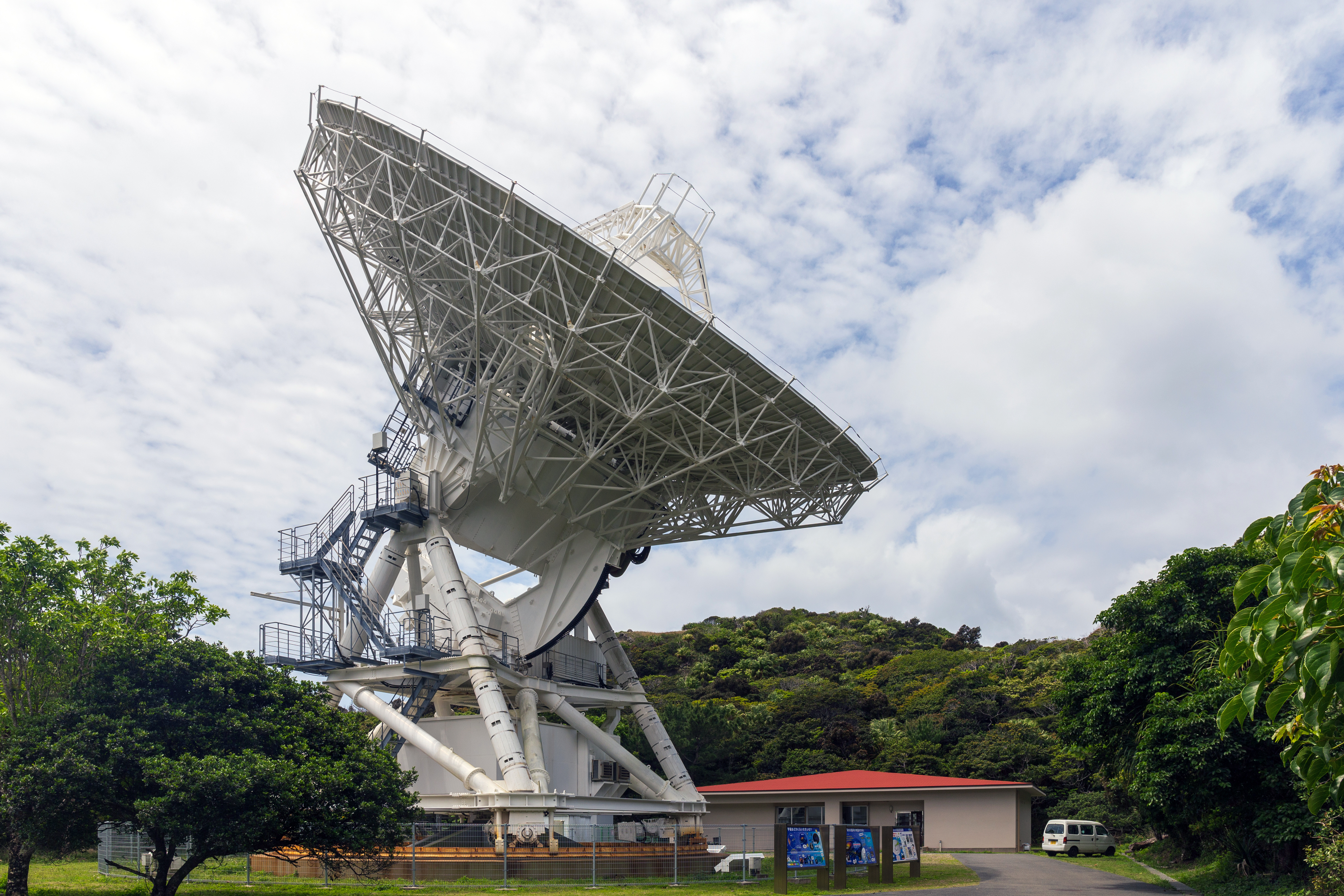
VERA小笠原観測局

VERA（ベラ、VLBI Exploration of Radio Astrometry）は、超長基線電波干渉法 (VLBI) による電波位置天文学を探求する国立天文台の計画である。

## 概論
VERAプロジェクトとは、相対VLBIの手法を用いて、銀河系の3次元精密立体マップを作成する電波観測プロジェクトのこと。4基の口径20 m電波望遠鏡を用いて銀河系内に存在するメーザー天体の位置と運動を精密に測定し、銀河系の構造と運動について研究を行う。
これまでの観測によって銀河系構造の大まかなことは分かっていたが、正確な電波源の位置や運動について、大規模な研究は行われなかった。VERAプロジェクトでは、相対VLBIと地球の公転による年周視差の測定をあわせてより精密な電波源の位置及び運動を観測することによって、銀河系の構造や銀河系の進化を解き明かすことを目的に観測は進められている。
国立天文台では、口径20 mのパラボラアンテナを水沢局（岩手県奥州市水沢星ガ丘町）、入来局（鹿児島県薩摩川内市入来町浦之名）、小笠原局（東京都小笠原村父島）、石垣島局（沖縄県石垣市登野城）の4局に設置し運用している。これら4つのパラボラアンテナの特徴は、同時に2つの天体を観測できる2ビーム電波望遠鏡であることである。ひとつの受信機の視野を観測天体に、もう一つの受信機の視野を観測天体の近くにある参照天体に向けて同時に観測することによって大気揺らぎを補正し、天体の位置決定精度を向上させることができる。この観測手法を相対VLBIと呼ぶ。
2007年7月、VERAを用いてオリオン大星雲中のオリオンKL天体までの距離が1,425±62光年と求められた。オリオンKL天体は星の誕生を探る上で重要な天体であるため、その距離を精密に測定することは極めて重要である。なおこの結果は、オリオンKL天体の距離を測定した過去の観測のうちで最も精度の高いものである。
同時に、S269という星形成領域までの距離が1万7250±750光年と求められたことも発表された。これは年周視差の測定によって距離が決定された天体のうちでもっとも遠い天体であり、VERAの高精度位置決定性能を実証する結果である。
2020年3月、国立天文台内での予算配分でVERAの予算が前年比で約5割削減され、予算不足により2020年6月にプロジェクトの前倒し終了見込みの危機に陥った。しかしその後、追加予算が認められたことで、プロジェクト継続は可能となった。

## VERA以外のVLBIプロジェクト
- 光結合VLBIプロジェクト

北海道大学苫小牧局、情報通信研究機構鹿島局、国土地理院筑波局、宇宙航空研究開発機構臼田局、岐阜大学岐阜局、山口大学山口局（KDDI山口衛星通信センター）を光ファイバーで結び、VLBIとして運用する。
- スペースVLBI計画（はるか、ASTRO-G）

地上から大型電波望遠鏡として観測を実施するのがVERA観測、宇宙軌道にある人工衛星に搭載した観測装置と地上に設置した電波望遠鏡を用いて観測するのがスペースVLBI観測で、この両計画は相互補完関係にある。一般に干渉計では基線長が長くなるほど感度が落ちるので、基線長が3万kmにもなるスペースVLBIの場合、たとえば遠方の活動銀河核のブラックホール周辺などの極めて明るい天体の超高解像度観測に向いている。いっぽうVERAプロジェクトは、銀河系内のメーザー天体を継続的に観測しその運動と位置を精密に測定することが目的であるが、このような観測はスペースVLBIでは不可能である。そもそもの目的や適合する観測が異なるため、同じVLBI観測とはいえども競合するわけではなく、むしろ相補的な役割を担っている。
- 国際共同VLBI観測プロジェクト

韓国や中国に設置された電波望遠鏡などと共同で、約6,000 kmに相当する基線長を持つ国際VLBI観測計画（東アジアVLBI観測網）があり、VERAの観測装置はこの観測計画にも参加する予定である。

### 研究推進組織
- 水沢VLBI観測所
- 野辺山宇宙電波観測所

#### 観測計画共同実施機関
- 情報通信研究機構
- 宇宙科学研究所
- 茨城大学
- 鹿児島大学

### 研究分野
- 宇宙の大規模構造